# Divco

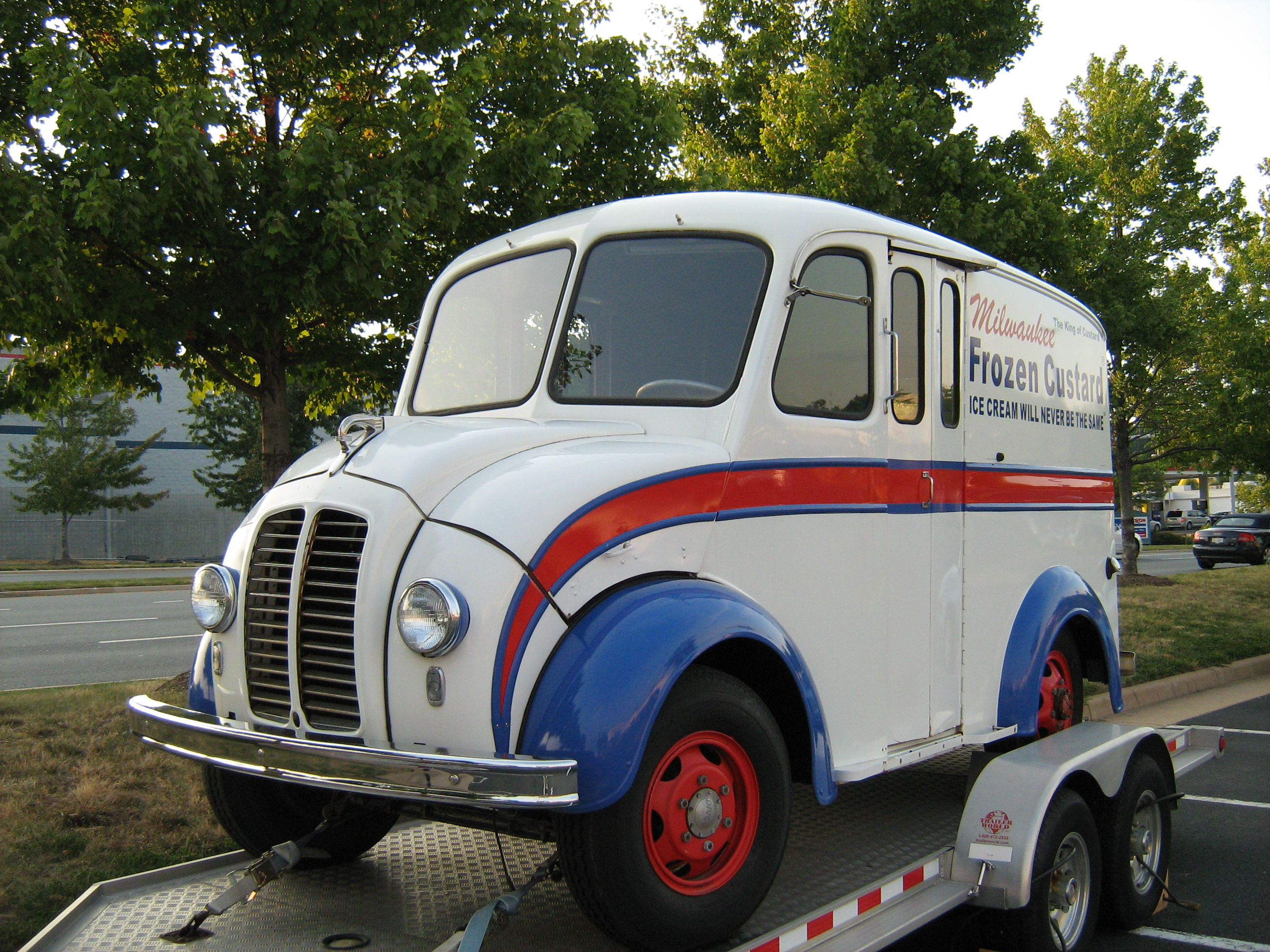

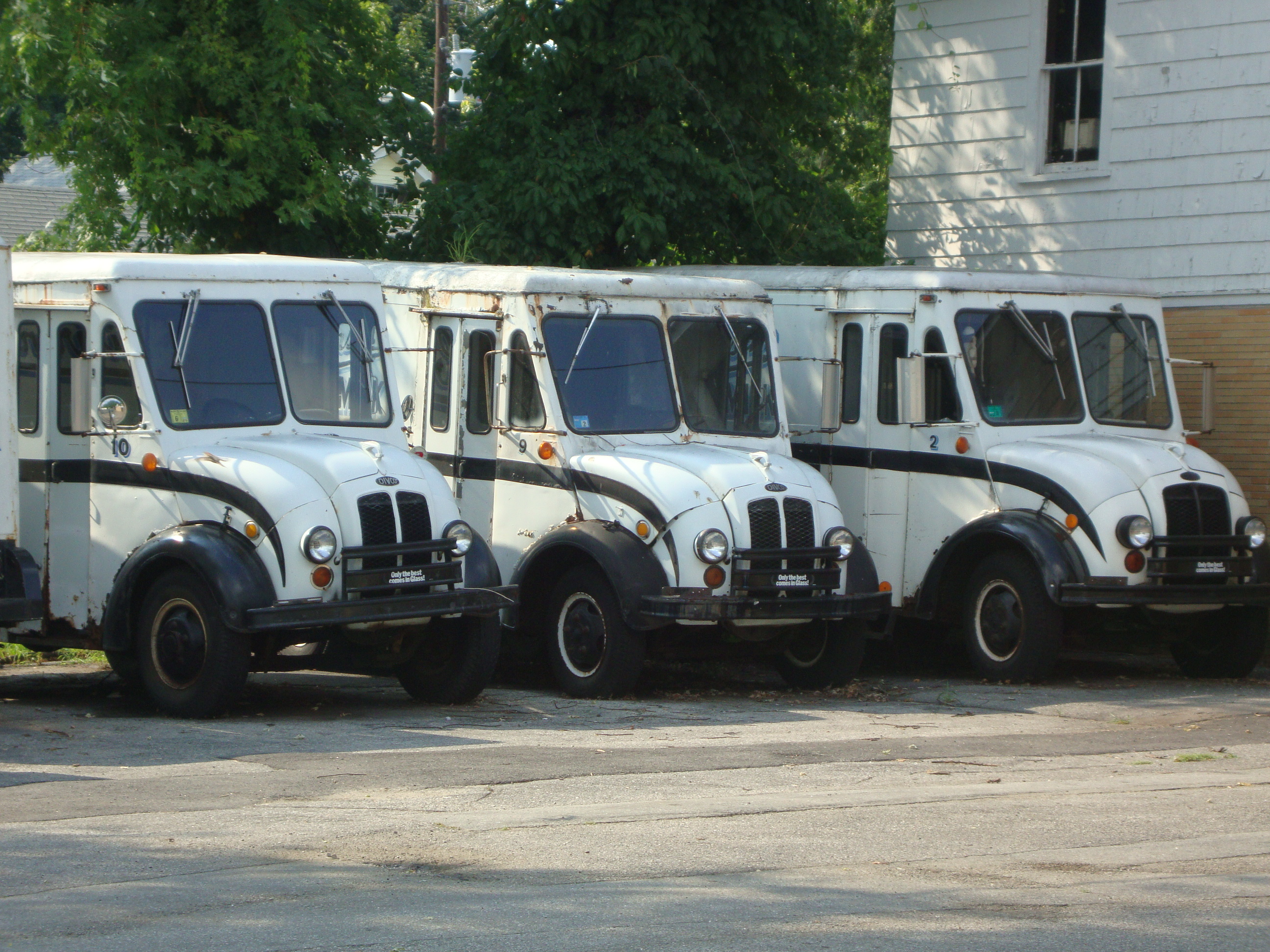

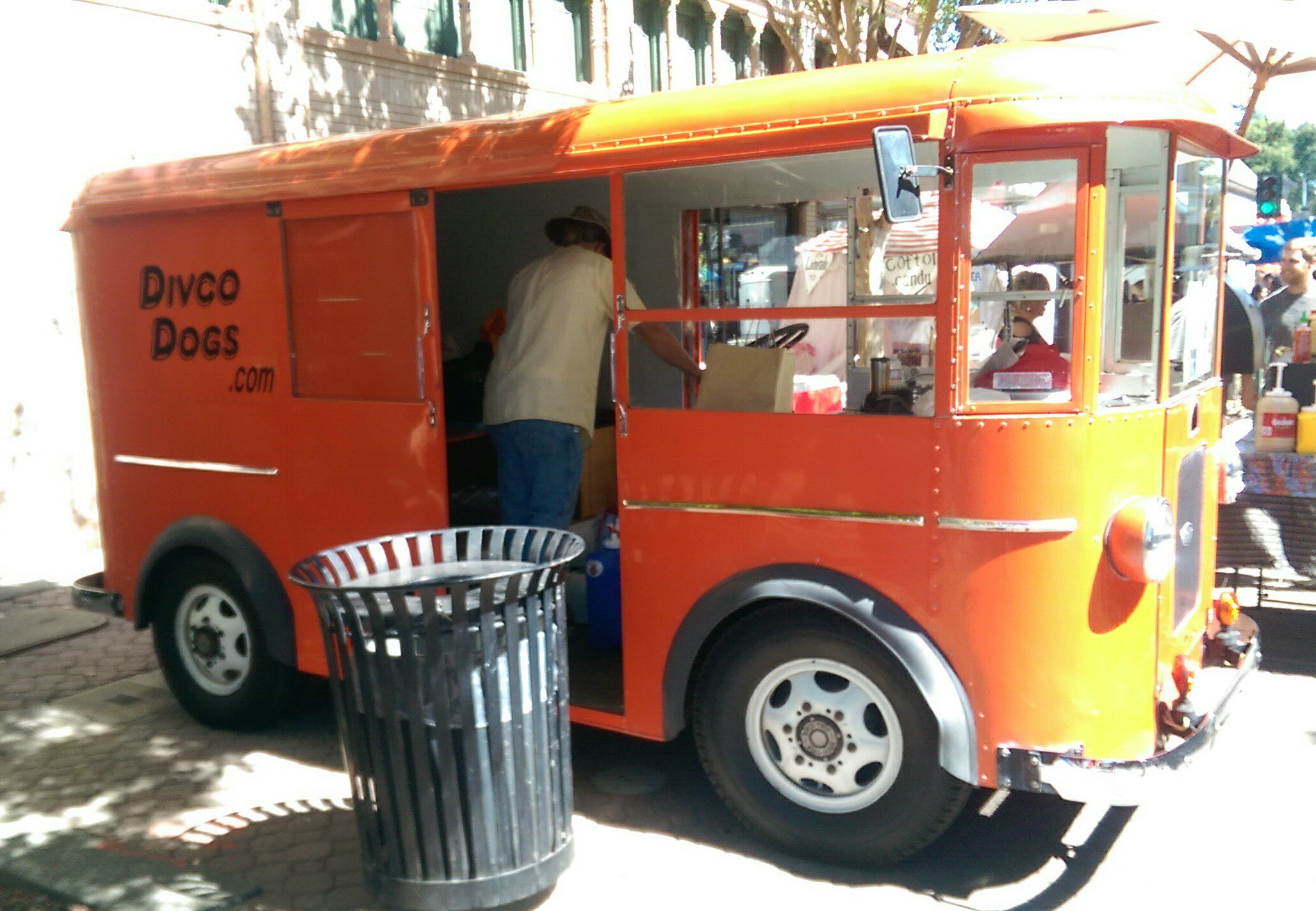
Divco Twin образца 1938 года (Напа, штат Калифорния)

Divco (Detroit Industrial Vehicles COmpany) — основанная в 1926 году американская машиностроительная компания, по 1986 год занимавшаяся производством и реализацией развозных грузовиков, в частности, типа мультистоп.

## История
В середине 1920-х годов главный инженер Detroit Electric Vehicle Company Джордж Бэкон предложил устанавливать на выпускаемых компанией грузовиках бензиновые двигатели с целью уменьшения зависимости транспортных средств от объёма заряда аккумулятора и низких температур, снижающих его работоспособность. Получив отказ, Бэкон уволился и, при содействии группы инвесторов, в 1926 году основал  Detroit Industrial Vehicle Company.
Первыми автомобилями, выпущенными ей, стали Divco "Model A", примечательные своим упрощённым дизайном. В 1927 году компании пришлось пройти реорганизацию для уменьшения расходов. Годом позже, в 1928-м, появилась "Модель G" более привычного вида, которая после ряда модификаций выпускалась на протяжении 1930-х годов как "Модель S". В период Великой депрессии активы фирмы Divco были выкуплены Continental Motors Company, ранее поставлявшей большую часть двигателей; позже это подразделение выделилось из состава Continental Motors и в 1936 году, после приобретения фирмой Twin Coach, стало именоваться  "Divco-Twin".
С 1937 года выпускались автомобили нового типа, с цельнометаллическим сварным кузовом и небольшим капотом; эта модель почти без изменений производилась вплоть до прекращения деятельности компании в 1986 году. Одновременно с началом выпуска "Модели U", компания построила новые цеха на окраине Детройта.
На большинстве грузовиков Divco особое расположение органов управления (например, рукоятки дроссельной заслонки и тормоза были установлены на рулевой колонке) позволяло вести машину стоя. На ранних моделях не было рефрижераторного оборудования, а скоропортящиеся грузы обкладывали льдом, что приводило к коррозии внутренних поверхностей кузова. В рекламе того времени всячески подчёркивалась выгодность использования экономичных грузовичков.
В 1957 году компания Divco объединилась с ричмондской Wayne Corporation из Индианы, образовав новую фирму Divco-Wayne. В период с 1959 по 1961 годы небольшая часть грузовиков Divco trucks была переделана с использованием сидений и окон, поставленных Wayne, в автобусы Dividend. Выпуск грузовиков Divco-Wayne продолжал осуществляться подразделением Divco. В 1968 году оно вновь отделилось от основной компании а в 1969 году производство было перенесено из Детройта в Делавэр, штат Огайо.
Компания Divco прекратила выпуск автотехники в 1986 году. Wayne Corporation продолжала производить автобусы вплоть до её банкротства и ликвидации в 1992 году.

## Выпускаемые модели
- Model A
- Model G
- Model S
- Model 40C
- Model U
- Dividend
- Twin